# Systema
Systema (ros. Система) – rosyjski system walki zaprojektowany dla osiągnięcia wysokiego poziomu skuteczności. Systema jest wykorzystywana przez nieliczne oddziały Specnazu. System walki opiera się na wiedzy o tym, jak różne układy ludzkiego organizmu (nerwowy, krwionośny, limfatyczny) oraz psychika reagują na oddziaływania zewnętrznych i wewnętrznych czynników takich jak: temperatura, ciśnienie, napięcie mięśniowe, ból, stres, strach itp. Podstawowym elementem metodyki jest kontrola oddechu, uzyskiwana przez specyficzne ćwiczenia oddechowe, rozwijanie intuicji oraz indywidualnych predyspozycji trenującego. Poprawne wykorzystanie oddychania pozwala kierować stanami psychiki, napięciami w mięśniach i układzie nerwowym oraz wykonywać zamierzone działanie przy wykorzystaniu minimalnej siły mięśniowej.